# Vineland (Minnesota)
Vineland es un lugar designado por el censo ubicado en el condado de Mille Lacs en el estado estadounidense de Minnesota. En el Censo de 2010 tenía una población de 1001 habitantes y una densidad poblacional de 39,15 personas por km².

## Geografía
Vineland se encuentra ubicado en las coordenadas 46°10′32″N 93°47′16″O / 46.17556, -93.78778. Según la Oficina del Censo de los Estados Unidos, Vineland tiene una superficie total de 25.57 km², de la cual 24.15 km² corresponden a tierra firme y (5.57%) 1.42 km² es agua.

## Demografía
Según el censo de 2010, había 1001 personas residiendo en Vineland. La densidad de población era de 39,15 hab./km². De los 1001 habitantes, Vineland estaba compuesto por el 9.89% blancos, el 0.6% eran afroamericanos, el 86.01% eran amerindios, el 0% eran asiáticos, el 0% eran isleños del Pacífico, el 0.1% eran de otras razas y el 3.4% pertenecían a dos o más razas. Del total de la población el 1.8% eran hispanos o latinos de cualquier raza.